# 朝倉緑のふるさと公園
朝倉緑のふるさと公園（あさくらみどりのふるさとこうえん）は、愛媛県今治市朝倉下乙にある都市公園。

## 概要
朝倉村（現:今治市）が自治省（現：総務省）の「まちづくり特別対策事業」の指定を受け、1985年度から建設した。遊具だけでなくテニスコートや温水プールなどのスポーツ施設、宿泊施設、古墳展示施設なども備えている。
また朝倉村が「緑の少年団発祥の地」であることから公園に全国都道府県の県木を植栽し、自然と親しみながら郷土の緑を守る、自然愛護の精神を養う野外活動の場として活用できるよう配慮されている。

## 主な施設
- 遊具

ボブスレーやスライダーなどが設置されている。
- 多目的広場
- テニスコート
- 朝倉B&G海洋センター（温水プール）
- 朝倉ふれあい交流センター（宿泊施設）
- 朝倉ふるさと美術古墳館
- 駐車場 約300台（無料）

## 日本一危険な滑り台

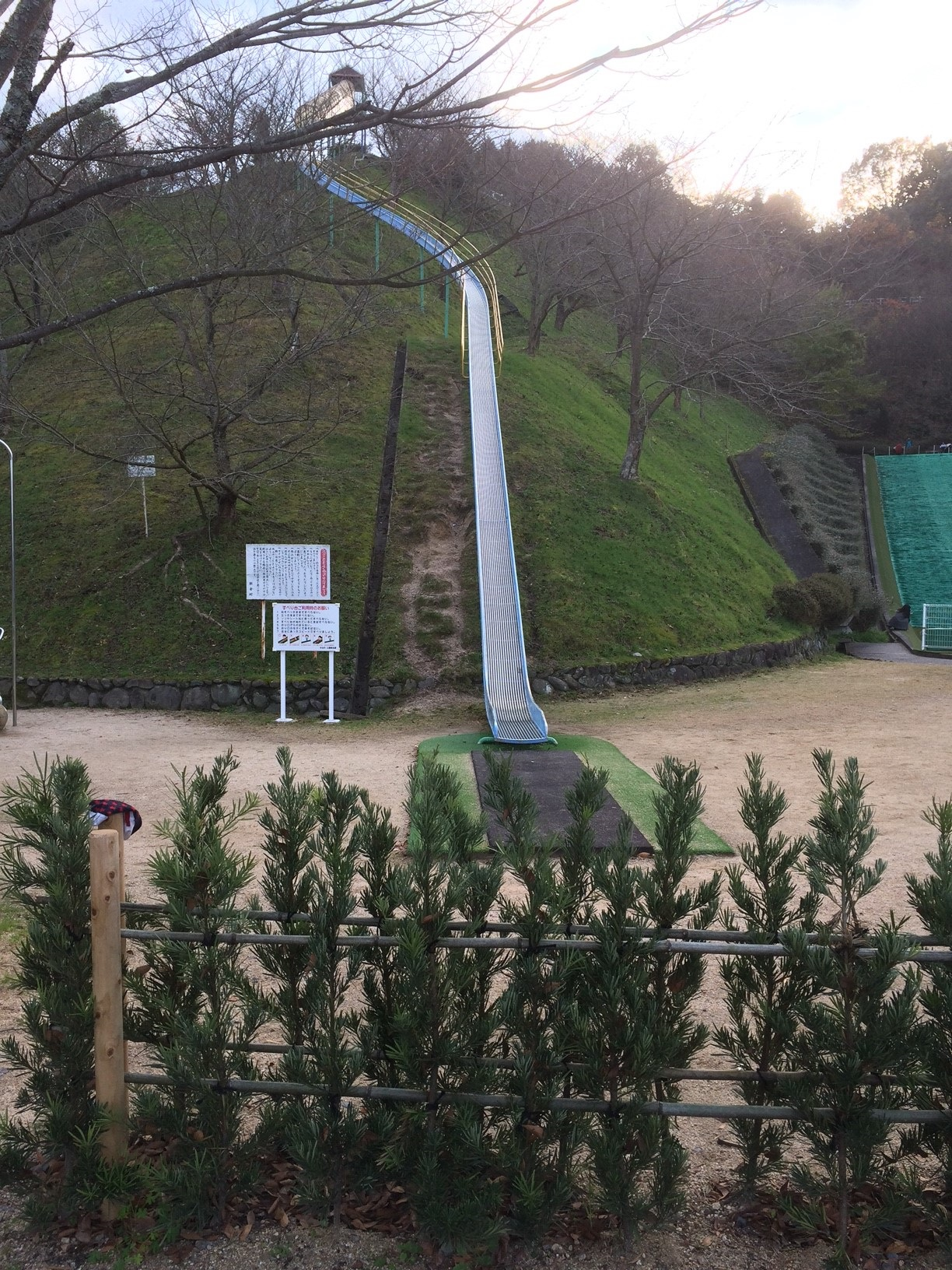
「日本一危険な滑り台」として話題となった滑り台。現在は撤去されている。

公園内には全長約70メートルの滑り台が設置されていたが、滑り方によっては猛スピードが出て降り口から勢いよく飛び出す事があり「日本一危険な滑り台」としてテレビやインターネットで話題となった。
近年、危険な滑り方をしてネットに動画を投稿する若者などが増え、市は2016年9月に使用を禁止。市では使用を1ヶ月ほど禁止し、「寝そべって滑らないこと」など注意喚起の看板を新設して再開したが、2017年4月に2歳児が柵に額をぶつけるけがを負い、再び使用禁止になった。その後も使われた形跡があり、市は安全を確保できないと判断し2018年に滑り台を撤去した。

## 交通アクセス
- JR伊予富田駅などから朝倉地域乗合タクシー（予約制）を利用。